# Championnats du monde par équipes de patinage artistique 2013
Navigation
Mondiaux par équipes 2012 Mondiaux par équipes 2015
Les troisièmes championnats du monde par équipes de patinage artistique ont eu lieu du 11 au 14 avril 2013 au gymnase olympique de Yoyogi à Tokyo au Japon.
Les six pays ayant eu les meilleurs résultats au cours de la saison 2012/2013 sont qualifiés pour ces championnats: le Canada, la Chine, les États-Unis, la France, le Japon et la Russie. Chaque pays choisit deux patineurs individuels, deux patineuses individuelles, un couple artistique et un couple de danse sur glace.

## Palmarès final
| Rang | Médailles | Pays       | Points de l'équipe |
| ---- | --------- | ---------- | ------------------ |
| 1    | Or        | États-Unis | 57                 |
| 2    | Argent    | Canada     | 51                 |
| 3    | Bronze    | Japon      | 49                 |
| 4    |           | Russie     | 39                 |
| 5    |           | Chine      | 35                 |
| 6    |           | France     | 31                 |

## Patineurs
| Pays       | Messieurs                        | Dames                                      | Couples                             | Danse sur glace                 |
| ---------- | -------------------------------- | ------------------------------------------ | ----------------------------------- | ------------------------------- |
| Canada     | Patrick Chan Kevin Reynolds      | Gabrielle Daleman Kaetlyn Osmond           | Meagan Duhamel / Eric Radford       | Kaitlyn Weaver / Andrew Poje    |
| Chine      | Wang Yi Han Yan                  | Li Zijun Zhang Kexin                       | Peng Cheng / Zhang Hao              | Yu Xiaoyang / Wang Chen         |
| États-Unis | Max Aaron Jeremy Abbott          | Gracie Gold Ashley Wagner                  | Marissa Castelli / Simon Shnapir    | Madison Chock / Evan Bates      |
| France     | Brian Joubert Romain Ponsart     | Lénaëlle Gilleron-Gorry Maé-Bérénice Meité | Vanessa James / Morgan Ciprès       | Pernelle Carron / Lloyd Jones   |
| Japon      | Takahito Mura Daisuke Takahashi  | Mao Asada Akiko Suzuki                     | Aucun                               | Cathy Reed / Chris Reed         |
| Russie     | Maksim Kovtun Konstantin Menshov | Adelina Sotnikova Elizaveta Tuktamysheva   | Tatiana Volosozhar / Maksim Trankov | Ksenia Monko / Kirill Khaliavin |

## Résultats par épreuves

### Compétition Messieurs
| Rang | Pays       | Nom                | Points | Programme court | Programme court | Programme libre | Programme libre | Points pour l'équipe |
| ---- | ---------- | ------------------ | ------ | --------------- | --------------- | --------------- | --------------- | -------------------- |
| 1    | Japon      | Daisuke Takahashi  | 249.52 | 2               | 80.87           | 1               | 168.65          | 12                   |
| 2    | Canada     | Patrick Chan       | 240.21 | 1               | 86.67           | 5               | 153.54          | 11                   |
| 3    | Canada     | Kevin Reynolds     | 237.65 | 9               | 73.52           | 2               | 164.13          | 10                   |
| 4    | États-Unis | Max Aaron          | 236.62 | 6               | 77.38           | 3               | 159.24          | 9                    |
| 5    | Japon      | Takahito Mura      | 233.68 | 5               | 77.65           | 4               | 156.03          | 8                    |
| 6    | États-Unis | Jeremy Abbott      | 231.84 | 4               | 80.24           | 6               | 151.60          | 7                    |
| 7    | France     | Brian Joubert      | 227.95 | 8               | 76.55           | 7               | 151.40          | 6                    |
| 8    | Russie     | Maksim Kovtun      | 221.79 | 7               | 76.67           | 8               | 145.12          | 5                    |
| 9    | Chine      | Yan Han            | 207.81 | 10              | 64.54           | 9               | 143.27          | 4                    |
| 10   | Chine      | Wang Yi (en)       | 183.57 | 11              | 58.30           | 10              | 125.27          | 3                    |
| 11   | France     | Romain Ponsart     | 165.59 | 12              | 57.39           | 11              | 108.20          | 2                    |
| NC   | Russie     | Konstantin Menshov |        | 3               | 80.60           |                 |                 |                      |

### Compétition Dames
| Rang | Pays       | Nom                     | Points | Programme court | Programme court | Programme libre | Programme libre | Points pour l'équipe |
| ---- | ---------- | ----------------------- | ------ | --------------- | --------------- | --------------- | --------------- | -------------------- |
| 1    | Japon      | Akiko Suzuki            | 199.58 | 2               | 66.56           | 1               | 133.02          | 12                   |
| 2    | États-Unis | Ashley Wagner           | 188.60 | 4               | 59.77           | 2               | 128.83          | 11                   |
| 3    | États-Unis | Gracie Gold             | 188.03 | 3               | 60.98           | 3               | 127.05          | 10                   |
| 4    | Russie     | Adelina Sotnikova       | 183.10 | 1               | 67.13           | 6               | 115.97          | 9                    |
| 5    | Japon      | Mao Asada               | 177.36 | 5               | 59.39           | 5               | 117.97          | 8                    |
| 6    | Chine      | Li Zijun                | 171.50 | 9               | 53.16           | 4               | 118.34          | 7                    |
| 7    | Canada     | Kaetlyn Osmond          | 164.85 | 7               | 55.18           | 7               | 109.67          | 6                    |
| 8    | France     | Maé-Bérénice Méité      | 159.71 | 6               | 58.51           | 9               | 101.20          | 5                    |
| 9    | Chine      | Zhang Kexin             | 155.49 | 8               | 54.97           | 10              | 100.52          | 4                    |
| 10   | Russie     | Elizaveta Tuktamysheva  | 152.16 | 10              | 49.94           | 8               | 127.05          | 3                    |
| 11   | Canada     | Gabrielle Daleman       | 140.82 | 12              | 48.82           | 11              | 92.00           | 2                    |
| 12   | France     | Lénaëlle Gilleron-Gorry | 121.80 | 11              | 49.41           | 12              | 72.39           | 1                    |

### Compétition des Couples
| Rang | Pays       | Nom                                 | Points | Programme court | Programme court | Programme libre | Programme libre | Points pour l'équipe |
| ---- | ---------- | ----------------------------------- | ------ | --------------- | --------------- | --------------- | --------------- | -------------------- |
| 1    | Russie     | Tatiana Volosozhar / Maksim Trankov | 210.47 | 1               | 74.41           | 1               | 136.06          | 12                   |
| 2    | Canada     | Meagan Duhamel / Eric Radford       | 191.15 | 2               | 69.94           | 2               | 121.21          | 11                   |
| 3    | Chine      | Peng Cheng / Zhang Hao              | 174.40 | 4               | 58.62           | 3               | 115.78          | 10                   |
| 4    | France     | Vanessa James / Morgan Ciprès       | 174.31 | 3               | 58.73           | 4               | 115.58          | 9                    |
| 5    | États-Unis | Marissa Castelli / Simon Shnapir    | 172.30 | 5               | 57.18           | 5               | 115.12          | 8                    |

### Compétition de danse sur glace
| Rang | Pays       | Nom                             | Points | Danse originale | Danse originale | Danse libre | Danse libre | Points pour l'équipe |
| ---- | ---------- | ------------------------------- | ------ | --------------- | --------------- | ----------- | ----------- | -------------------- |
| 1    | États-Unis | Madison Chock / Evan Bates      | 164.91 | 1               | 66.54           | 1           | 98.37       | 12                   |
| 2    | Canada     | Kaitlyn Weaver / Andrew Poje    | 160.08 | 2               | 62.42           | 2           | 97.66       | 11                   |
| 3    | Russie     | Ksenia Monko / Kirill Khaliavin | 149.27 | 3               | 59.47           | 3           | 89.80       | 10                   |
| 4    | Japon      | Cathy Reed / Chris Reed         | 141.75 | 4               | 56.35           | 4           | 85.40       | 9                    |
| 5    | France     | Pernelle Carron / Lloyd Jones   | 138.97 | 5               | 54.73           | 5           | 84.24       | 8                    |
| 6    | Chine      | Yu Xiaoyang / Wang Chen         | 113.76 | 6               | 45.15           | 6           | 68.61       | 7                    |